# سالکیم‌باغی (کاهتا)
سالکیم‌باغی (به ترکی استانبولی: Salkımbağı) (به کردی: Elût) یک منطقهٔ مسکونی کردنشین در ترکیه است که در کاهتا واقع شده‌است.